# Département de Bassikounou

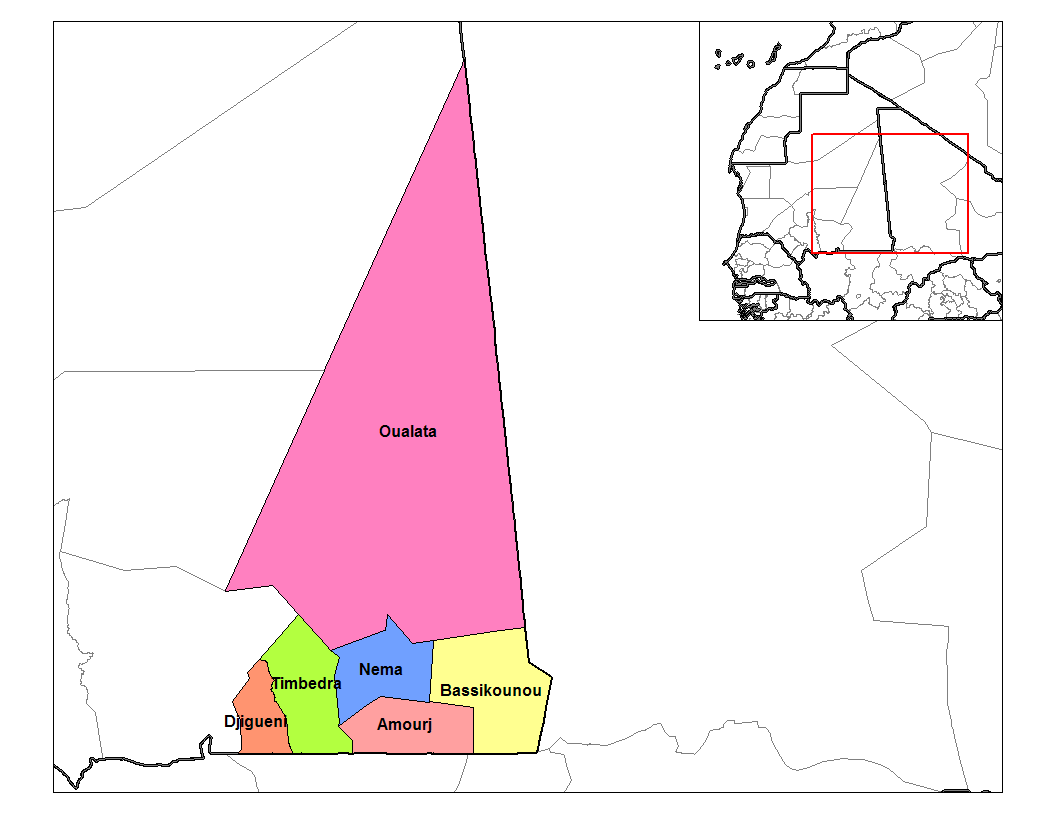
Les départements de Hodh Ech Chargui : Bassikounou au sud-est

Le département de Bassikounou est l'un des six départements (appelés officiellement Moughataa) de la région de Hodh Ech Chargui en Mauritanie.

## Liste des communes du département
Le département de Bassikounou est constitué de quatre communes :
- Bassikounou
- El Megve
- Fassale
- Dhar

En 2000, l'ensemble de la population du département de Bassikounou s’élève à 35 734 habitants (17 567 hommes et 18 167 femmes).